# Ліпстік-фемінізм

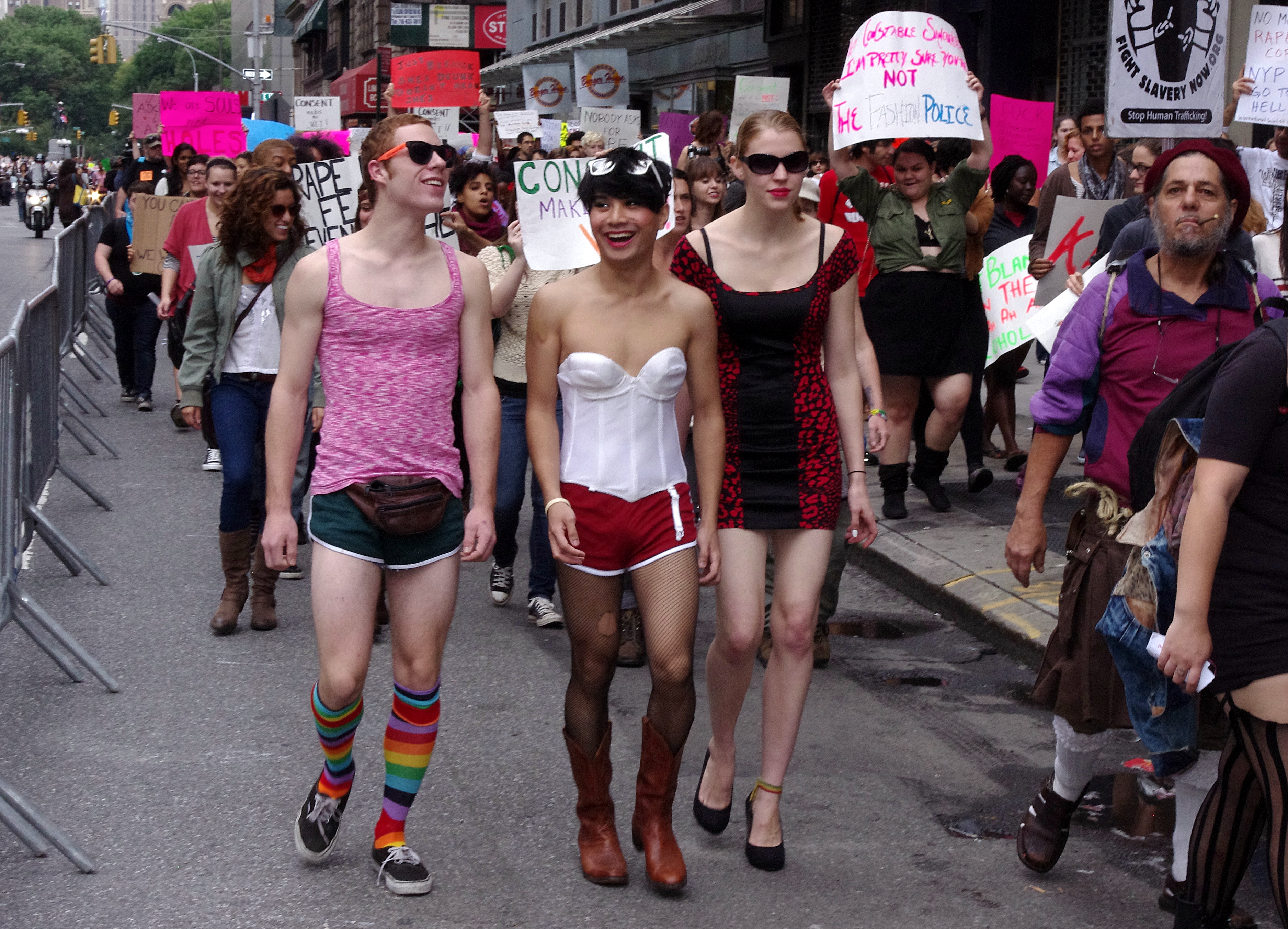
Парад повій, Нью-Йорк, жовтень 2011

Ліпстік-фемінізм або помадний фемінізм (англ. lipstick feminism) — регрес фемінізму третьої хвилі до традиційних концепцій жіночності, включаючи сексуалізацію жінок та практики краси як способами розширення прав та можливостей жінок.

## Історія
На відміну від попередніх феміністичних кампаній, які боролися за основоположні правах жінок, починаючи з руху за виборче право, ліпстік-фемінізм прагне довести, що жінки все ще можуть бути феміністками, демонструючи фемінність, особливо з точки зору сексуальності.
Під час другої хвилі фемінізму феміністки зосереджувались на правовій та соціальній рівності жінок і деконструювали об'єктивовану патріархатом жіночу сексуальність; вони критикували гендер і часто набували андрогінних чи гендерно-неконформних характеристик, далеких від середньостатистичної жінки. Ці перформанси використали противники фемінізму для створення стереотипів про те, як виглядають фемінізм та феміністки. 
У відповідь на цей спротив такі феміністки, як Зора Ніл Герстон та Емма Гольдман, стверджували, що, використовуючи філософські ідеї естетики та жіночності, можна розширити можливості та проаналізувати способи, якими гендер працює у повсякденному житті.

## Присвоєння мізогінних слів
Лінгвістично ліпстік-фемінізм запропонував семантично повернути до вживання образливі слова, такі як «повія», щоб усунути соціальну стигму жінки, сексуальну поведінку якої патріархально інтерпретували для позначення «аморальної жінки» і розпусниці. Ліпстік-фемінізм прагне змінити сенс таких слів та перетворити їх в інструменти для феміністичної справи, такі як слово «повія», як це можна побачити у русі SlutWalk.

## Філософія
З філософської точки зору ліпстік-фемінізм пропонує жінці брати владу — психологічно, соціально, політично — за допомогою косметичного макіяжу, чуттєво привабливого одягу та прийняття сексуальної привабливості для власного іміджу як впевненої сексуальної істоти. Риторика вибору та розширення прав і можливостей використовується для підтвердження явних сексуальних практик, оскільки вони більше не представляють примусової поступки суспільно встановленим гендерним ролям, таким як «добра дівчина», «порядна жінка», «відречена мати», «доброчесна сестра».
Фіоннхуала Суїні та Кеті Девіс, стверджують, що існує свобода, яка може випливати з розуміння та прийняття гендерних норм сексуальності як засіб звільнення від стереотипів щодо жінок у суспільстві. Ліпстік-фемінізм заперечує, що практика сексуалізації жінок є формою суспільної влади в міжособистісних відносинах між чоловіком і жінкою.
Ліпстік-феміністки відзначали протиріччя між феміністичними поглядами та традиційними гендерними ролями. Кеті Девіс писала: «Науковицям-феміністкам необхідно обґрунтувати свою нормативну, теоретичну критику пристрасті в обґрунтованому аналізі того, що відчуває переживання пристрасті, і що це означає для тих, хто її має, але це також передбачає протиріччя між феміністичною теорією та досвідом, що є корисною відправною точкою для критичного осмислення замовчування у самій феміністичній теорії».

### Фемінізм на шпильці
Фемінізм на шпильці, більш ідеологічно радикальний різновид ліпстік-фемінізму, розглядає постмодерністське використання фетиш-моди як розширення можливостей жінок; і розширює аргументи від прийняття макіяжу до прийняття дійсності жінок, які займаються діяльностями, специфічно орієнтованими на жіночу фізичну красу, такими як стриптиз чи танці на пілоні, а також ексгібіціонізм або лесбійський ексгібіціонізм.

## Критика
Феміністки інших течій заперечують, що так зване розширення можливостей ліпстік-фемінізму є філософським протиріччям, в якому жінка вибирає сексуальну об'єктивацію себе і тому перестає бути собою, не контролюючи ні себе, ні свою особистість. Вчені-феміністки часто обговорювали, чи можна вважати рішення про виконання традиційних гендерованих дій, таких як гоління ніг і носіння коротких спідниць, актом розширення прав і можливостей.

## У популярній культурі
- У американському телесеріалі «Західне крило» (The West Wing), 57-й епізод, «Ніч п'ята», представлена сцена, де герої обговорюють переваги ліпстік-фемінізму. Головна героїня вирішує, що вона розширює повноваження, одночасно визначаючи, що секс-негативізм відволікає увагу від таких важливих питань, як справедливість у оплаті праці та «чесні-до-Бога сексуальні домагання».[10]